# Open Bucaramanga 2012
L'Open Bucaramanga 2012, noto come Seguros Bolívar Open Bucaramanga per motivi di sponsorizzazione, è stato un torneo professionistico di tennis maschile giocato sulla terra rossa. È stata la 4ª edizione del torneo che fa parte dell'ATP Challenger Tour nell'ambito dell'ATP Challenger Tour 2012. Si è giocato a Bucaramanga in Colombia dal 23 al 29 gennaio 2012.

## Partecipanti

### Teste di serie
| Nazionalità | Giocatore        | Ranking* | Testa di serie |
| ----------- | ---------------- | -------- | -------------- |
| Francia     | Éric Prodon      | 96       | 1              |
| Italia      | Paolo Lorenzi    | 109      | 2              |
| Argentina   | Horacio Zeballos | 111      | 3              |
| Romania     | Adrian Ungur     | 116      | 4              |
| Argentina   | Máximo González  | 124      | 5              |
| Stati Uniti | Wayne Odesnik    | 128      | 6              |
| Cile        | Paul Capdeville  | 130      | 7              |
| Brasile     | Júlio Silva      | 151      | 8              |

- Ranking al 16 gennaio 2012.

### Altri partecipanti
Giocatori che hanno ricevuto una wild card:
- Juan Sebastián Gómez
- Máximo González
- Felipe Mantilla
- Matías Sborowitz

Giocatori passati dalle qualificazioni:
- Thiago Alves
- Duilio Beretta
- Mauricio Echazú
- Marco Trungelliti

## Campioni

### Singolare
Wayne Odesnik ha battuto in finale  Adrian Ungur con il punteggio di 6–1, 7–6(4)

### Doppio
Ariel Behar /  Horacio Zeballos hanno battuto in finale  Miguel Ángel López Jaén /  Paolo Lorenzi con il punteggio di 6–4, 7–6(5)